# Mario & Sonic bei den Olympischen Winterspielen
Mario & Sonic bei den Olympischen Winterspielen, international auch bekannt als Mario & Sonic at the Olympic Winter Games (japanisch マリオ&ソニック AT バンクーバーオリンピック, Hepburn: Mario ando Sonikku atto Bankūbā Orinpikku) ist eine Computerspiel-Sportsimulation, die von Nintendo und Sega erstmals am 13. Oktober 2009 für Wii und Nintendo DS veröffentlicht wurde.
Es handelt sich hierbei um ein offiziell lizenziertes Videospiel zu den Olympischen Winterspielen 2010, die vom 12. bis 28. Februar 2010 in Vancouver, Kanada, ausgetragen wurden.
Es ist der Nachfolger von Mario & Sonic bei den Olympischen Spielen (2007 Wii, 2008 DS) und der Vorgänger von Mario & Sonic bei den Olympischen Spielen London 2012 (2011 Wii, 2012 3DS), Mario & Sonic bei den Olympischen Winterspielen Sotschi 2014 (2013 Wii U), Mario & Sonic bei den Olympischen Spielen Rio 2016 (2016 Wii U, 3DS, Arcade) und Mario & Sonic bei den Olympischen Spielen Tokyo 2020 (2019 Switch, 2020 Arcade).

## Gameplay
In Mario & Sonic bei den Olympischen Winterspielen übernimmt der Spieler wahlweise die Kontrolle über einen der insgesamt 20 verschiedenen Charaktere aus dem Super-Mario- und aus dem Sonic-the-Hedgehog-Universum und versucht, in den offiziellen Disziplinen der Olympischen Winterspiele 2010 möglichst gut abzuschneiden, um dabei Goldmedaillen zu verdienen. In jeder Disziplin wird die jeweilige Steuerung zunächst textlich und bildlich erklärt. Dabei kommt bei der Wii-Version hauptsächlich die Bewegungssteuerung der Wii-Fernbedienung und auf dem Nintendo DS vorwiegend der Touchscreen zum Einsatz. Die Disziplinen können einzeln gewählt werden oder je nach Version bestreitet man einen entsprechenden, versionsexklusiven Spielmodus.
Auf der Wii-Version gibt es den sogenannten Sportfest-Modus, der sich über 17 Sporttage erstreckt. Dabei sammelt man pro Disziplin Punkte, die zusammengezählt über den Endsieg entscheiden und erwirbt Sternmarken, die man in fünf verschiedenen, nacheinander freispielbaren Läden ausgeben kann: Im Sportshop ist es möglich, Sticker, Banner und Muster für seine Ski, Snowboard, Bob und Gleiter zu kaufen. Im Musikshop können Soundtracks früherer Mario- und Sonic-Spiele erworben werden, die man teils auch in den Disziplinen abspielen kann, während in der Boutique kosmetische Items, angelehnt an die beiden Spielserien, für das eigene Mii zum Verkauf stehen. In der Bücherei können Artikel mit Trivialwissen über die Olympischen Winterspiele gekauft werden und im "Geheimen Shop" diverse andere Sachen, beispielsweise zur optischen Verschönerung für das Einkaufsdorfs.
Der Abenteuer-Modus ist exklusiv für die Version auf dem Nintendo DS. Dort gibt es eine kleine Handlung, in der Bowser und Dr. Eggman die Olympischen Winterspiele zu verhindern versuchen, indem sie den ganzen Schnee schmelzen lassen. Sie nehmen die Schneegeister namens Sparky, Pola, Cuby, Icy und Blizza gefangen und nur der Schneegeist mit dem Namen Frosty kann entkommen. Frosty ersucht Mario und Sonic um Hilfe, die sich zu zweit auf den Weg machen, um die Schneegeister zu befreien und die Pläne ihrer Widersacher zu vereiteln. Dabei steuert man Mario und Sonic durch die Orte Frosthausen, Polarstraße, Eiskuppe, Sparklingen, Cubyrinth und Schneesturmland, redet mit anderen Charakteren, löst Aufgaben in Disziplinen sowie anderen Minispielen und öffnet stets neue Wege, um voranzukommen. Per Knopfdruck kann zwischen den beiden Charakteren gewechselt werden, was nötig ist, denn nur Mario kann Warp-Röhren und nur Sonic die Sprungfedern nutzen. Nach dem Sieg über Bowser und Dr. Eggman führen Bowser Jr. und Metal Sonic deren Vorhaben fort und es kommt zu weiteren, anspruchsvolleren Aufgaben.

### Charaktere
Es kann aus zehn Charakteren der Super-Mario-Serie und zehn Charakteren der Sonic-the-Hedgehog-Serie gewählt werden, die alle über jeweils verschiedene Schwerpunkte und Attribute wie Geschwindigkeit, Kraft, Fertigkeit und Ausdauer verfügen. Die allgemeine Einteilung ist nachfolgend aufgeführt. Ausschließlich in der Wii-Version ist zudem der eigene Mii-Charakter spielbar, dessen Werte nicht angegeben werden.
| Spielbare Charaktere in Mario & Sonic 2010 | Spielbare Charaktere in Mario & Sonic 2010 | Spielbare Charaktere in Mario & Sonic 2010 |
| Klasse                                     | Super Mario Charaktere                     | Sonic the Hedgehog Charaktere              |
| ------------------------------------------ | ------------------------------------------ | ------------------------------------------ |
| Alleskönner                                | Mario                                      | Amy Rose                                   |
| Alleskönner                                | Luigi                                      | Blaze the Cat                              |
| Alleskönner                                | Bowser Jr.                                 | —                                          |
| Geschwindigkeitstypen                      | Yoshi                                      | Sonic the Hedgehog                         |
| Geschwindigkeitstypen                      | Prinzessin Daisy                           | Shadow the Hedgehog                        |
| Geschwindigkeitstypen                      | —                                          | Metal Sonic                                |
| Fertigkeitstypen                           | Prinzessin Peach                           | Miles Tails Prower                         |
| Fertigkeitstypen                           | Waluigi                                    | Dr. Eggman                                 |
| Fertigkeitstypen                           | —                                          | Silver the Hedgehog                        |
| Krafttypen                                 | Wario                                      | Knuckles the Echidna                       |
| Krafttypen                                 | Bowser                                     | Vector the Crocodile                       |
| Krafttypen                                 | Donkey Kong                                | —                                          |

Andere Charaktere, die an den Disziplinen teilnehmen, aber nicht selbst spielbar sind, werden Rivalen genannt. Auch die Schiedsrichter und Zuschauer entstammen aus den beiden Videospielserien. Außerdem aufgeführt werden Charaktere, die in Disziplinen am Rande auftauchen.
| Nicht-spielbare Charaktere in Mario & Sonic 2010                                                                              | Nicht-spielbare Charaktere in Mario & Sonic 2010                      | Nicht-spielbare Charaktere in Mario & Sonic 2010                                                                       | Nicht-spielbare Charaktere in Mario & Sonic 2010                                                                                |
| Rivalen | Schiedsrichter                                                        | Zuschauer | In Disziplinen |
| --- | --------------------------------------------------------------------- | --- | --- |
| - Kugelwilli - König Buu-Huu - Knochentrocken - Knochen-Bowser - Dr. Eggman Nega - Rouge the Bat - E-123 Omega - Jet the Hawk | - Toad - Lakitu - Espio the Chameleon - Charmy Bee - Cream the Rabbit | - Toad - Gumba - Koopa - Shy Guy - Knochentrocken - Pinguine - Omochao - Chao - Tiere - Flicky - Picky - Pecky - Cucky | - Gumba - Kugelwilli - Piranha-Pflanze - Kettenhund - Steinblock - Big the Cat - Chaos - Egg Pawn - Egg Hammer - Flapper - Kiki |

### Disziplinen
Die verfügbaren Disziplinen sind je nach Version unterschiedlich. So ist beispielsweise Riesenslalom nur auf der Wii vorhanden, während Biathlon nur auf dem Nintendo DS spielbar ist. Neben den offiziellen Disziplinen verfügt das Spiel je nach Version über eine unterschiedliche Anzahl an sogenannten Traumdisziplinen. Diese lockern den Bezug zu den realen Spielen deutlich und bringen verstärkt Elemente aus den beiden Videospielserien mit ein, beispielsweise mit Itemboxen aus Mario Kart oder Booststreifen aus den Sonic-Spielen. Alle im Spiel vorhandenen Disziplinen sind nachfolgend aufgelistet.
| Sportart         | Disziplinen Wii-Version    | Disziplinen DS-Version     |
| ---------------- | -------------------------- | -------------------------- |
| Skispringen      | Einzelspringen Großschanze | Einzelspringen Großschanze |
| Skispringen      | Teamspringen Großschanze   | —                          |
| Ski Alpin        | Abfahrt                    | Abfahrt                    |
| Ski Alpin        | Riesenslalom               | —                          |
| Ski Freestyle    | Buckelpiste                | Buckelpiste                |
| Ski Freestyle    | Skicross                   | Skicross                   |
| Ski Freestyle    | —                          | Nordische Kombination      |
| Snowboard        | Snowboardcross             | Snowboardcross             |
| Snowboard        | Halfpipe                   | —                          |
| Bobsport         | Bob                        | Bob                        |
| Bobsport         | Skeleton                   | Skeleton                   |
| Eisschnelllauf   | Eisschnelllauf 500 m       | Eisschnelllauf 500 m       |
| Eisschnelllauf   | Shorttrack 1000 m          | Shorttrack 500 m           |
| Eisschnelllauf   | Shorttrack Staffel         | —                          |
| Eiskunstlauf     | Einzellauf                 | Einzellauf                 |
| Eishockey        | Eishockey                  | Eishockey                  |
| Curling          | Curling                    | Curling                    |
| Biathlon         | —                          | Biathlon                   |
| Rennrodeln       | —                          | Rennrodeln                 |
| Traumdisziplinen | Traum-Ski Alpin            | Ski-Schießen               |
| Traumdisziplinen | Traum-Skispringen          | Raketenskisprung           |
| Traumdisziplinen | Traum-Skicross             | Skicross Rennen            |
| Traumdisziplinen | Traum-Snowboardcross       | Extrem-Snowboarden         |
| Traumdisziplinen | Traum-Shorttrack           | Intensives Shorttrack      |
| Traumdisziplinen | Traum-Eiskunstlauf         | Ultimativer Eiskunstlauf   |
| Traumdisziplinen | Traum-Bobsport             | Feuerballbob               |
| Traumdisziplinen | Traum-Eishockey            | Fieberhockey               |
| Traumdisziplinen | Traum-Curling              | Curling-Bowling            |
| Traumdisziplinen | Traum-Schneeballschlacht   | Schneekanonenkampf         |
| Traumdisziplinen | Traum-Gleitflug            | Überschallabfahrt          |
| Traumdisziplinen | —                          | Halfpipe Deluxe            |

## Synchronisation
Während die Stimmen der Super-Mario-Charaktere im Spiel unabhängig von der Region identisch sind, verfügt Mario & Sonic bei den Olympischen Winterspielen über englische und japanische Sprachausgabe der Sonic-Charaktere, welche denen vorheriger Sonic-Spiele entsprechen und größtenteils daraus wiederverwendet wurden. Die europäische Version enthält dabei die englische Sprachausgabe.
| Synchronsprecher in Mario & Sonic 2010 | Synchronsprecher in Mario & Sonic 2010 | Synchronsprecher in Mario & Sonic 2010 |
| Figur im Spiel                         | Englischer Synchronsprecher            | Japanischer Synchronsprecher           |
| -------------------------------------- | -------------------------------------- | -------------------------------------- |
| Mario                                  | Charles Martinet                       | Charles Martinet                       |
| Luigi                                  | Charles Martinet                       | Charles Martinet                       |
| Wario                                  | Charles Martinet                       | Charles Martinet                       |
| Waluigi                                | Charles Martinet                       | Charles Martinet                       |
| Prinzessin Peach                       | Samantha Kelly                         | Samantha Kelly                         |
| Toad                                   | Jen Taylor                             | Jen Taylor                             |
| Yoshi                                  | Kazumi Totaka                          | Kazumi Totaka                          |
| Bowser                                 | Scott Burns                            | Scott Burns                            |
| Bowser Jr.                             | Caety Sagoian                          | Caety Sagoian                          |
| Prinzessin Daisy                       | Deanna Mustard                         | Deanna Mustard                         |
| Donkey Kong                            | Takashi Nagasako                       | Takashi Nagasako                       |
| König Buu Huu                          | Toru Asakawa                           | Toru Asakawa                           |
| Knochentrocken                         | Toru Asakawa                           | Toru Asakawa                           |
| Knochenbowser                          | Kenny James                            | Kenny James                            |
| Sonic the Hedgehog                     | Jason Anthony Griffith                 | Jun'ichi Kanemaru                      |
| Shadow the Hedgehog                    | Jason Anthony Griffith                 | Kōji Yusa                              |
| Jet the Hawk                           | Jason Anthony Griffith                 | Daisuke Kishio                         |
| Miles Tails Prower                     | Amy Palant                             | Ryō Hirohashi                          |
| Knuckles the Echidna                   | Dan Green                              | Nobutoshi Canna                        |
| Amy Rose                               | Lisa Ortiz                             | Taeko Kawata                           |
| Dr. Eggman                             | Mike Pollock                           | Chikao Ōtsuka                          |
| Dr. Eggman Nega                        | Mike Pollock                           | Chikao Ōtsuka                          |
| Silver the Hedgehog                    | Pete Capella                           | Daisuke Ono                            |
| Blaze the Cat                          | Erica Schroeder                        | Nao Takamori                           |
| Vector the Crocodile                   | Dan Green                              | Kenta Miyake                           |
| Espio the Chameleon                    | David Wills                            | Yūki Masuda                            |
| Charmy Bee                             | Amy Birnbaum                           | Yōko Teppōzuka                         |
| Cream the Rabbit                       | Rebecca Honig                          | Sayaka Aoki                            |
| Rouge the Bat                          | Kathleen Delaney                       | Rumi Ochiai                            |
| E-123 Omega                            | Maddie Blaustein                       | Taiten Kusunoki                        |
| Big the Cat                            | Jon St. John                           | Takashi Nagasako                       |
| Omochao                                | Lani Minella                           | Etsuko Kozakura                        |
| Chao                                   | Tomoko Sasaki                          | Tomoko Sasaki                          |

## Entwicklung
Nach der Veröffentlichung von Mario & Sonic bei den Olympischen Spielen war es das spanische Nintendo-Magazin "Nintendo Acción", welches im Januar 2009 erstmals von der Existenz eines Nachfolgers mit Bezug auf die kommenden Winterspielen schrieb. In der Folge bestätigten auch IGN und Eurogamer diese Gerüchte, bis die offizielle Ankündigung am 12. Februar 2009 erfolgte und das Spiel im Oktober 2009 erstveröffentlicht wurde.

## Sonic bei den Olympischen Winterspielen
Neben den Versionen für Wii und Nintendo DS erschien am 30. Januar 2010 exklusiv für das Betriebssystem iOS das Spiel mit dem Namen Sonic bei den Olympischen Winterspielen in Nordamerika und Europa. Entwickelt von Venan Entertainment und gepublished von Sega, handelt es sich hierbei um eine an das Smartphone angepasste, inhaltlich stark reduzierte Version des Spiels, gänzlich ohne Super-Mario-Inhalte und ausschließlich mit Kontent der Sonic-the-Hedgehog-Spieleserie. Auffällig ist dabei jedoch, dass dieses Spiel nach nur wenigen Tagen ohne offizielles Statement aus dem App Store verschwand und nie zurückkehrte.

## Rezeption
Mario & Sonic bei den Olympischen Winterspielen wurde überwiegend positiv bewertet, meist positiver als der direkte Vorgänger mit Tendenz zu einer besseren DS-Version, bei der vor allem der gelungene Abenteuer-Modus überzeugen konnte.

„Nachdem ich in Wintersport-affinen Gefilden aufgewachsen bin, ist mir der Schnee-und-Eis-Abstecher der Masskottchentruppe natürlich automatisch sympatisch. Aber auch spielerisch gefällt mir die Winter-Olympiade besser als der Vorgänger: Die Disziplinenauswahl ist größer und abwechslunsgreicher, bei der Steuerung steht mehr Geschick als Ausdauer im Mittelpunkt und gerade für Einzelspieler gibt es nun mehr zu tun. Dabei sammelt für mich die DS-Version in fast allen kategorien mehr Medaillen als der Wii-Auftritt: Die Sportarten haben etwas mehr Pfiff und Ideenreichtum und der Abenteuer-Modus ist deutlich gewitzter als das etwas dröge inszenierte Wii-Sportfest. Aber für beide gilt: Im Duell mit dem Sommervorgänger gehen sie knapp als Sieger ins Ziel.“

„SEGAs Kassen werden auch dieses Jahr wieder gefüllt. Dazu muss man kein Prophet sein! Denn Mario & Sonic bei den olympischen Winterspielen macht einiges besser als der Vorgänger. Zwar glänzt das Spiel grafisch immer noch nicht wirklich und es fehlt mal wieder ein richtiger Multiplayer-Onlinemodus, doch hat man sich in Sachen Steuerung, Umfang und Spielspaß gesteigert. Keine unnötig komplizierten Steuerungsorgien mehr und sogar ein waschechter Mario Strikers-Klon nebst einer Mini-Version von Mario Party sind auf der Spiele-Disc vertreten. Allein ist das Spiel ein relativ kurzweiliger Spaß, aber in der Gruppe eine morz Gaudi. Wer auf simplen, winterlichen Funsport steht und bereits den Vorgänger mochte, macht jedenfalls keinen Fehler beim Kauf dieses Partyknüllers im Weihnachtsformat.“

Aus kommerzieller Sicht war das Spiel ein großer Erfolg. Mario & Sonic bei den Olympischen Winterspielen verkaufte sich auf der Nintendo Wii 6,53 Millionen Mal und belegt damit Platz 16 der meistverkauften Wii-Spiele, den direkten Platz hinter dem Vorgänger Mario & Sonic bei den Olympischen Spielen.